# Бедова, Татьяна Александровна
Татьяна Александровна Бедова (род. 13 августа 1946, Ленинград) — советская и российская актриса театра и кино. Заслуженная артистка России (1994).

## Биография
Родилась 13 августа 1946 года в Ленинграде.
В 1968 году окончила драматическую студию при ленинградском ТЮЗе. Уже на следующий год, в 1969 году сыграла принёсшую ей широкую известность роль Сони Мармеладовой в фильме Льва Кулиджанова «Преступление и наказание». С 1976 года работает в труппе Большого драматического театра (БДТ) в Санкт-Петербурге. В 1994 году присвоено звание Заслуженный артист Российской Федерации. С 2007 года сотрудничает с Театром Григория Демидовцева.
В 2019 году награждена Благодарностью Законодательного Собрания Санкт-Петербурга.

## Творчество

### Роли в театре
- «Дачники» М. Горького — Соня
- «Влияние гамма-лучей на бледно-жёлтые ноготки» — Тилли
- «Последний срок» — «Танчора»
- «Прошлым летом в Чулимске» А. Вампилова — Валентина
- «Пиквикский клуб» — Эмили
- «Эмигрант из Брисбена» — Анна
- «Наш городок» Т. Уайлдера — Ребекка
- «Волки и овцы» А. Н. Островского — Пастушка, купидон
- «Дундо Марое» — Пере, невеста Маро
- «Роза и крест» — Девушка, поварёнок
- «Дядя Ваня» — Соня
- «Поэтические страницы»
- «Амадеус» — Придворная дама
- «Мачеха Саманишвили» Клдиашвили — Манана
- «Сёстры» Л. Разумовской, постановка  Г. Егорова — Аня
- «Киноповесть с одним антрактом» — Девушка в джинсах
- «Рядовые» — Люська
- «Последний посетитель» — Вера
- «На дне» М. Горького — Анна
- «История лошади» — Хор
- «Дворянское гнездо» — Маланья
- «Солнечная ночь» — Мать Темура
- «Чёрная комедия» — Мисс Фернивел
- «Васса Железнова» М. Горького — Дунечка

Спектакли из репертуара Театра Григория Демидовцева
- «Кофейная чашка» (с 2007)
- «Кольцо всех времён» (с 2008)

### Фильмография
- 1969 — Преступление и наказание — Соня Мармеладова
- 1970 — Хозяин — Алена Ефремовна
- 1970 — Начало — Томка, невеста Павла
- 1971 — Прощание с Петербургом — Ольга Смирницкая, русская аристократка
- 1971 — Салют, Мария! — Оля / Надежда Ивановна Кошеверова
- 1976 — Житейское дело
- 1976 — У тебя есть я — Прокофьева, тётя Саши, военный врач
- 1977 — Запасной аэродром
- 1979 — Приключение маленького папы
- 1979 — Влияние гамма-лучей на бледно-желтые ноготки — Младшая дочь-школьница
- 1980 — Таинственный старик — Анна Михайловна
- 1982 — Сквозь огонь — Панечка
- 1983 — Тепло родного дома
- 1984 — Ольга и Константин — телефонистка, работница сельской почты
- 1985 — Криминальный талант
- 1986 — Пиквикский клуб
- 1986 — Дядя Ваня. Сцены деревенской жизни — Соня Серебрякова
- 1988 — Криминальный роман
- 1989 — Из жизни Фёдора Кузькина — Авдотья Кузькина, жена Фёдора
- 1989 — В ожидании Элизабет — медсестра Ивон Верто
- 1990 — День любви — Валентина
- 1993 — Страсти по Анжелике — Маргарита
- 1997 — Грешная любовь
- 1997 — Поживём — увидим
- 1997 — Улицы разбитых фонарей — Анна Петровна Суворова, жена Сергея (2 серия, «Попутчики»)
- 2000 — Империя под ударом — Лейда Карловна
- 2001 — Менты. Улицы разбитых фонарей — Преподаватель
- 2001 — Агент национальной безопасности-3 — женщина  (25 серия Заколдованный город)
- 2003 — Улицы разбитых фонарей. Менты-5 — Свидетельница (серия)
- 2006 — Прииск — Вера Алексеевна Томилина
- 2015 — Погоня за прошлым — Зоя Васильевна, мать Сергея Петрова